# Red Allen
Pour les articles homonymes, voir Allen.
Henry James Allen, Jr., connu sous le nom de Red Allen ou Henry "Red" Allen (né à Algiers (en), faubourg de La Nouvelle-Orléans en Louisiane, le 7 janvier 1908 et mort à New York le 17 avril 1967), est un trompettiste de jazz américain.

## Biographie

### Jeunesse et formation
Henry James Allen est le fils unique de Henry et Juretta Allen. Son père, Henry Allen. Sr, était le chef du Allen Brass Band, qui avait une certaine notoriété dans l'état de la Louisiane.
Pendant son apprentissage de la musique et il s'essaie à divers instrument musiques : le violon, le saxhorn alto, il se détermine finalement pour la trompette qu'il jouera dans l'orchestre de son père,,.

### Carrière
À ses 15 ans, il joue au sein du New Orleans Stompers dirigé par le clarinettiste George Lewis.
Il rejoint d'autres orchestres comme l'Excelsior Band et le Sam Morgan Band qui jouaient pour les passagers des Riverboats (en) sur le Mississippi.
En 1927, King Oliver l'engage au sein de son orchestre les King Oliver's Dixie Syncopators, il remplace quelque temps son presque homonyme Ed Allen chez Clarence Williams avec qui il réalise son premier enregistrement à New York. De retour à La Nouvelle-Orléans, il joue avec Fate Marable et Fats Pichon (en) sur les bateaux à aubes.
De 1929 à 1930 il monte le Henry Allen and His New York Orchestra, où il joue notamment avec Albert Nicholas,  Victoria Spivey, Paul Barbarin, Jay C. Higginbotham, etc.
De 1929 à 1937, il devient première trompette au sein des big bands de Luis Russell (de 1929 à 1932), Charlie Johnson (en) (1933), Fletcher Henderson (de 1933 à 1934, où il remplace Rex Stewart) et du Mills Blue Rhythm Band (de 1934 à 1937), pour rejoindre à nouveau le big band de Luis Russell en 1937, où il joue aux côtés de Louis Armstrong,.
À partir de 1940, il joue dans différents clubs de jazz, plus spécialement aux côtés de Billie Holiday, Sidney Bechet et Art Tatum.
Dans les années 1950 il fonde le Henry "Red" Allen & His All Stars ; parmi les membres de ce combo, figurent Coleman Hawkins, Buster Bailey, Cozy Cole, etc.
En 1954, Henry Red Allen devient le musicien et chef d'orchestre attitré du club de jazz le Metropole Cafe (en),.
En 1959, il fait une tournée européenne avec Kid Ory, revenant à sa musique d'origine dans la vague du New Orleans revival.
De 1961 jusqu'à sa mort, il est à la tête du Red Allen Quartet.

### Fin
En 1966, il lui est diagnostiqué un cancer du pancréas, malgré cela il part faire une tournée en Grande-Bretagne. De retour à New York, il décède le 17 avril 1967.
Henry James "Red" Allen repose au Saint Raymond's Cemetery (en) dans le Bronx.

## Regard sur son œuvre
C'est un disciple de son aîné Louis Armstrong, mais son jeu diffère pourtant de celui de Satchmo par une plus grande complexité rythmique, une alternance de crescendos et decrescendos, une diversité dans la sonorité animée d'inflexions, de jeu à demi-pistons, de glissandos, une maîtrise de la pince des lèvres, des innovations, tant dans le rythme que dans l'harmonie, un lyrisme discret tout personnel, qui trouve un écho dans son chant. « He is the most creative and avant-garde trumpet player in New York » affirme Don Ellis,,. Son influence est patente chez certains trompettistes, Roy Eldridge ou Harry Edison, par exemple.

## Discographie
Sa discographie est largement et fréquemment rééditée (et en large partie tombée dans le domaine public). Ses enregistrements en compagnie d'autres leaders sont également nombreux : avec Fats Waller, Sidney Bechet, Coleman Hawkins, Lionel Hampton, James P. Johnson, Jelly Roll Morton, Pee Wee Russell ou Artie Shaw, ou Teddy Wilson, accompagnant des chanteuses Victoria Spivey, Billie Holiday, Ida Cox, jusqu'au poète Langston Hughes en compagnie de Charlie Mingus,.